# 1965-ös Formula–1 világbajnokság
Az 1965-ös Formula–1-es szezon volt a 16. FIA Formula–1 világbajnoki szezon. 1965. január 1-jétől október 24-éig tartott, ezalatt 10 világbajnoki és számos nem világbajnoki versenyt rendeztek. Jim Clark és a Lotus dominálva szerezte meg második világbajnoki címét. Clark csak 9 versenyen indult el, ebből háromszor esett ki, de a többin győzött, amelyen célba ért. 54 pontot szerzett, ami az akkor elérhető maximális pontszám volt.

## A szezon menete
A szezonnyitó versenyt 1965 első napján, január 1-jén rendezték Dél-afrikában. Jim Clark az első helyről indulva végig vezette a versenyt. A futamot túl korán, egy körrel előbb intették le, de Clark ment még egy kört és győzött John Surtees, Graham Hill és csapattársa, Mike Spence előtt. Ez volt Jackie Stewart első versenye, amelyen 1 pontot szerzett. Itt debütált a Goodyear gumimárka a sportágban a Brabham csapattal.

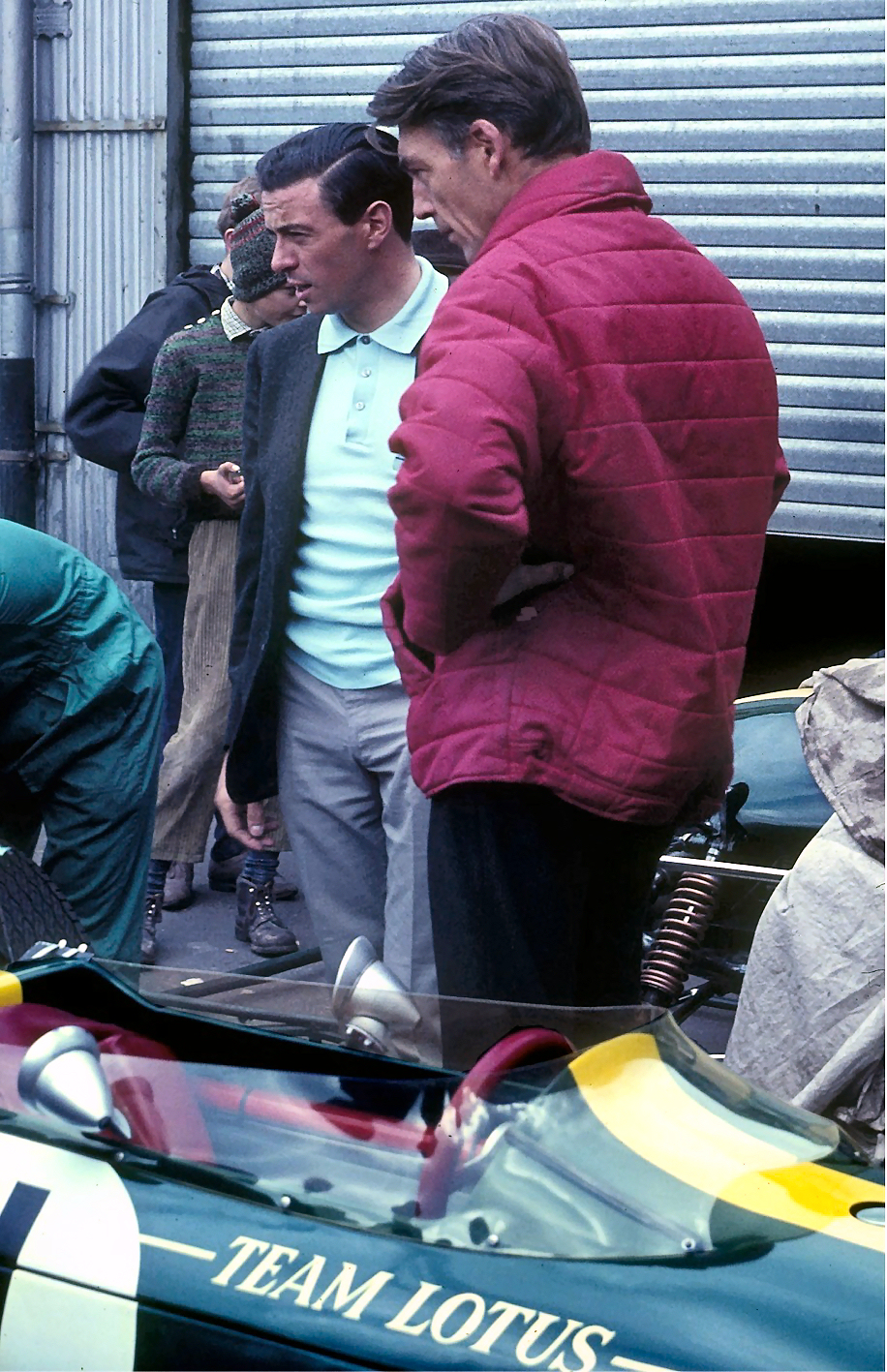
Jim Clark (balra, 1966-ban)

Hosszú szünet után, a május végén rendezett monacói nagydíjon nem vett részt Dan Gurney és Clark sem, mivel az ekkor megrendezésre kerülő indianapolisi 500-on indultak (Clark meg is nyerte a futamot). A verseny korai szakaszában két BRM, (Graham Hill és Jackie Stewart) autózott az élen. A 25. körben Hill, majd Stewart is visszaesett az 5. és a 4. helyre. Brabham ekkor átvette a vezetést, de motorhiba miatt kiesett. Hill az elsőre, Stewart a harmadik helyre ért fel a verseny végéig. Lorenzo Bandini második lett. A versenyen Paul Hawkins Lotuszával beesett a tengerbe, de a versenyző sérülés nélkül megúszta a balesetet.
A belga nagydíjon az első sorból Hill, Clark és Stewart indult. Hill megtartotta a rajt után a vezetést, de Clark szorosan mögött maradt és az első körben a Masta Kink szekcióban átvette a vezetést. Hillt később Stewart és Surtees is megelőzte, de ő csak egy rövid ideig, mivel az 5. körben motorhibával kiesett. A 18. körben Bruce McLaren is megelőzte és feljött a harmadik helyre, majd az utolsó körökben Jack Brabham is elment a brit mellett, így Hill végül ötödik lett. Clark az élre kerülése után végig vezetve győzött.
A francia nagydíjat először rendezték a Circuit Charade pályán. A pole-t Clark érte el Stewart és Lorenzo Bandini előtt. Graham Hill nagyot balesetezett, csak a 13. helyet szerezte meg. Clark rajt-cél győzelmet aratott, míg Stewart üldözni próbálta, de csak második lett. Gurney és Surtees hamar megelőzte Bandinit, majd Surtees Gurneyt is maga mögé utasította a harmadik helyen, de Clark és Stewart már messze voltak. Ez a sorrend a 14. körig maradt meg, amikor a 4. Gurney a boxba hajtott gyertyacserére, majd később kiesett. Így Denny Hulme jött fel a negyedik, Hill az ötödik helyre.

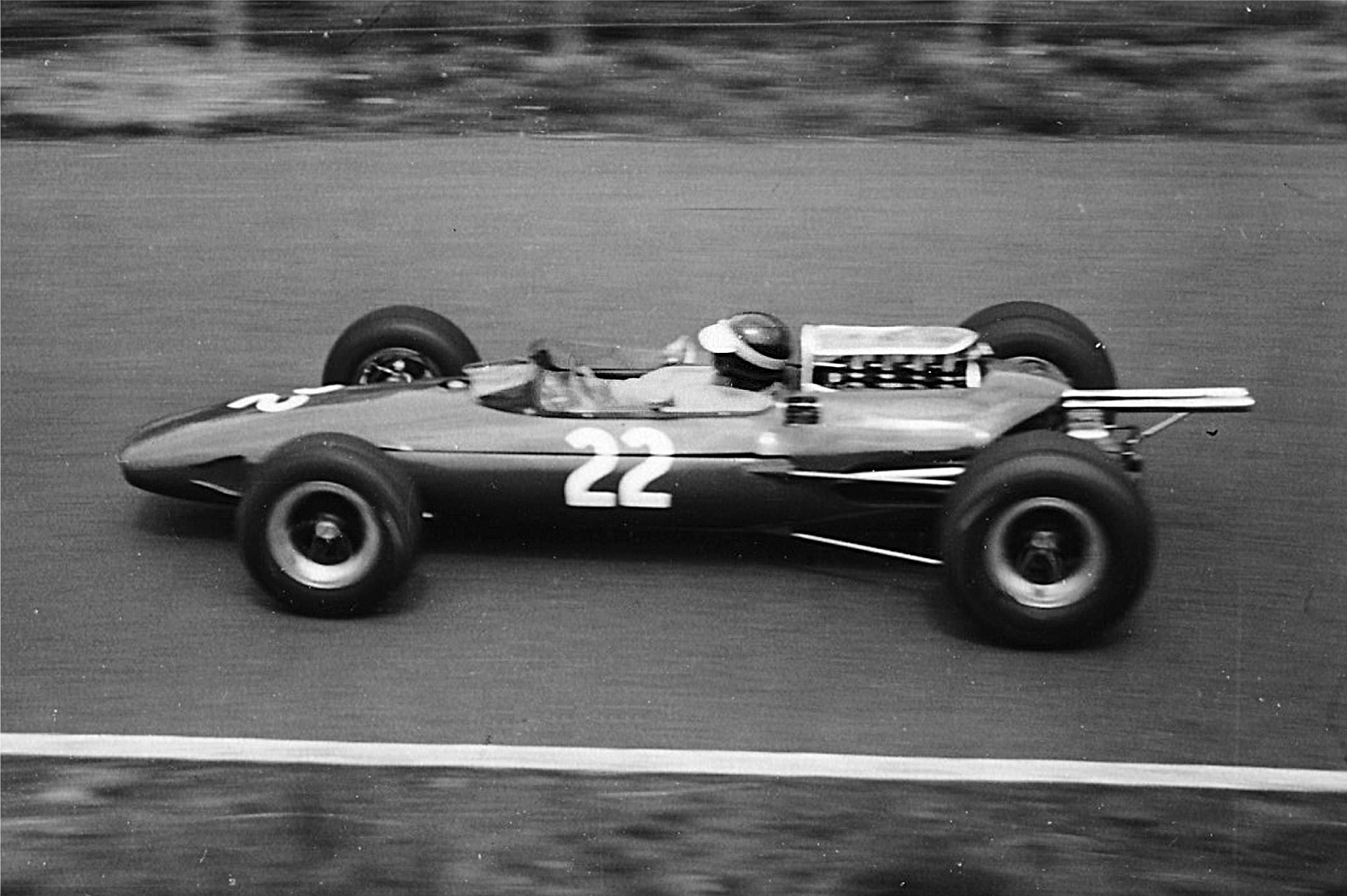
Paul Hawkins egy Lotus-Climaxszal

A Silverstone-ban rendezett brit nagydíjon Clark indult az élről, Hill, Richie Ginther és Stewart előtt. A rajtnál Ginther állt az élre a Hondával, de a második körre már Clark, Hill és Surtees is elment mellette, végül motorhibával kiesett. A futam végén Clark autója motorprobléma miatt drasztikusan lassulni kezdett, de előnyét még meg tudta tartani, 3 másodperccel győzött Hill előtt. Surtees harmadik, Spence negyedik és Stewart ötödik helyével az első öt helyezett versenyző mind brit volt.
A holland nagydíjon Hill érte el a pole-t Clark és Ginther előtt. A rajt után Ginther-Hill-Clark volt az első három sorrendje. Hill a 2. kör, Clark 4. kör végén előzte meg a Hondát, majd az 5. körben Hill megelőzésével az élre állt. Amíg Clark egyre növelte előnyét az élen, Ginther folyamatosan esett vissza, előbb Gurney, majd Stewart, végül Hulme is megelőzte. Hill tehetetlen volt Clarkkal szemben, a verseny közepén Gurney és Stewart is megelőzte. Stewart később megelőzte Gurneyt és feljött a második helyre, de Clarkkal nem tudta felvenni a versenyt és a futam végéig ez maradt az élen állók sorrendje.
A német nagydíj időmérésén Clark több, mint 3 másodperccel gyorsabb volt legközelebbi üldözőjétől, Stewarttól. A két skótot Hill és Surtees követte a rajtrácson. A rajt után Clark állt az élre, míg Hill és Stewart követte őt. Hill tartani próbálta Clark tempóját, míg Stewart túl keményen nyomta, és a Wippermann kanyarban kicsúszott, majd a sérült felfüggesztés miatt kiesett. Ekkor Gurney jött fel a harmadik helyre és az első három sorrendje megmaradt a leintésig. Hulme, McLaren és Spence kiesése után Jochen Rindt negyedik lett, első Formula–1-es pontjait szerezve. Jim Clark és a Lotus hatodik győzelmével bebiztosította 1965-ös egyéni és a Lotus konstruktőri világbajnoki címét.

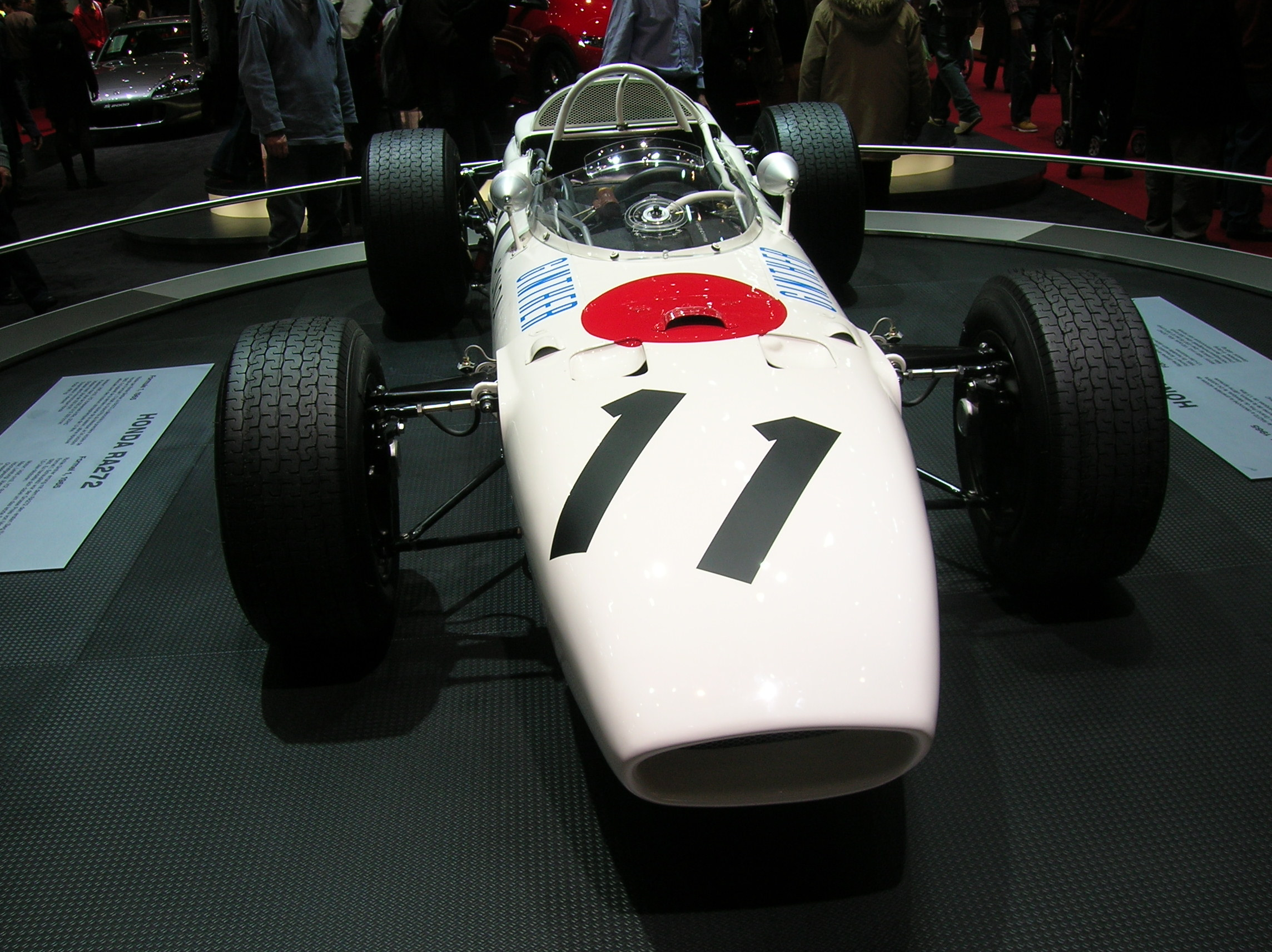
Az 1965-ös Honda, az RA272

Az olasz nagydíjon Clark szerezte meg az első rajtkockát két tizeddel Surtees és Stewart előtt. A rajt után Clark átvette a vezetést Stewart, Hill és Bandini előtt, mivel Surtees rosszul rajtolt és hátraesett, később kuplunghiba miatt kiesett. Clark versenye a 63. körben ért véget az üzemanyagpumpa meghibásodása miatt. Ezután a két BRM állt az élre. Úgy tűnt Hill nyeri a versenyt, de az utolsó előtti körben, a Parabolicában hibázott, így Stewart élete 8. versenyén első győzelmét aratta le. Hill második, Gurney harmadik lett.
Watkins Glenben John Surtees nem indult a hétvégén, mivel korábban balesetet szenvedett egy CanAm versenyen, a Mosport Parkban. Hill szerezte meg a pole-t Clark és Ginther előtt. Stewart az első kör végére a 3. helyre jött fel, de később technikai probléma miatt kiesett. Hill az egyik kanyart túl szélesre vette, ekkor Clark megelőzte és az élre állt, de a BRM az 5. körben visszaelőzte, majd a 11. körben Clark ki is esett motorhiba miatt. Hill a 38. körben hibázott, bár emiatt elveszítette előnye jelentős részét, de megtartotta pozícióját és végül győzött a két Brabham: Gurney és Jack Brabham valamint a két Ferrari: Bandini és Pedro Rodríguez előtt.
Az utolsó futamon, Mexikóvárosban is Clarké lett a pole Gurney és Ginther előtt. Ginther kapta el a legjobban a rajtot, és hibátlanul, végig vezetve a verseny győzött. Clark a 8. körben motorhiba, Stewart a 35. körben kuplunghiba, Hill az 56. körben motorhiba miatt esett ki. Dan Gurney másodikként, Mike Spence harmadikként végzett az évad utolsó futamán.

## Futamok
| #   | Futam                         | Időpont        | Helyszín           | Pályarajz | Győztes versenyző | Konstruktőr  | Összefoglaló |
| --- | ----------------------------- | -------------- | ------------------ | --------- | ----------------- | ------------ | ------------ |
| 132 | Formula–1 dél-afrikai nagydíj | Január 1.      | Prince George      |           | Jim Clark         | Lotus-Climax | Összefoglaló |
| 133 | Formula–1 monacói nagydíj     | Május 30.      | Monaco             |           | Graham Hill       | BRM          | Összefoglaló |
| 134 | Formula–1 belga nagydíj       | Június 13.     | Spa-Francorchamps  |           | Jim Clark         | Lotus-Climax | Összefoglaló |
| 135 | Formula–1 francia nagydíj     | Június 27.     | Charade            |           | Jim Clark         | Lotus-Climax | Összefoglaló |
| 136 | Formula–1 brit nagydíj        | Július 10.     | Silverstone        |           | Jim Clark         | Lotus-Climax | Összefoglaló |
| 137 | Formula–1 holland nagydíj     | Július 18.     | Zandvoort          |           | Jim Clark         | Lotus-Climax | Összefoglaló |
| 138 | Formula–1 német nagydíj       | Augusztus 1.   | Nürburgring        |           | Jim Clark         | Lotus-Climax | Összefoglaló |
| 139 | Formula–1 olasz nagydíj       | Szeptember 12. | Monza              |           | Jackie Stewart    | BRM          | Összefoglaló |
| 140 | Formula–1 amerikai nagydíj    | Október 3.     | Watkins Glen       |           | Graham Hill       | BRM          | Összefoglaló |
| 141 | Formula–1 mexikói nagydíj     | Október 24.    | Hermanos Rodríguez |           | Richie Ginther    | Honda        | Összefoglaló |

## A bajnokság végeredménye

### Versenyzők
Pontozás:
| Helyezés | 1. | 2. | 3. | 4. | 5. | 6. | 7.-20. |
| -------- | -- | -- | -- | -- | -- | -- | ------ |
| Pont     | 9  | 6  | 4  | 3  | 2  | 1  | 0      |

(Táblázat értelmezése)

(Félkövér: pole-pozícióból indult; dőlt: leggyorsabb kört futott) 

| Helyezés | Versenyző          | RSA | MON | BEL | FRA | GBR | NED | GER | ITA | USA | MEX | Pontszám |
| -------- | ------------------ | --- | --- | --- | --- | --- | --- | --- | --- | --- | --- | -------- |
| 1        | Jim Clark          | 1   |     | 1   | 1   | 1   | 1   | 1   | 10  | Ki  | Ki  | 54       |
| 2        | Graham Hill        | 3   | 1   | 5   | 5   | 2   | 4   | 2   | 2   | 1   | Ki  | 40 (47)  |
| 3        | Jackie Stewart     | 6   | 3   | 2   | 2   | 5   | 2   | Ki  | 1   | Ki  | Ki  | 33 (34)  |
| 4        | Dan Gurney         | Ki  |     | 10  | Ki  | 6   | 3   | 3   | 3   | 2   | 2   | 25       |
| 5        | John Surtees       | 2   | 4   | Ki  | 3   | 3   | 7   | Ki  | Ki  |     |     | 17       |
| 6        | Lorenzo Bandini    | 15  | 2   | 9   | 8   | Ki  | 9   | 6   | 4   | 4   | 8   | 13       |
| 7        | Richie Ginther     |     | Ki  | 6   | Ki  | Ki  | 6   |     | 14  | 7   | 1   | 11       |
| 8        | Mike Spence        | 4   |     | 7   | 7   | 4   | 8   | Ki  | 11  | Ki  | 3   | 10       |
| 9        | Bruce McLaren      | 5   | 5   | 3   | Ki  | 10  | Ki  | Ki  | 5   | Ki  | Ki  | 10       |
| 10       | Jack Brabham       | 8   | Ki  | 4   |     | NI  |     | 5   |     | 3   | Ki  | 9        |
| 11       | Denny Hulme        |     | 8   |     | 4   | Ki  | 5   | Ki  | Ki  |     |     | 5        |
| 12       | Jo Siffert         | 7   | 6   | 8   | 6   | 9   | 13  | Ki  | Ki  | 11  | 4   | 5        |
| 13       | Jochen Rindt       | Ki  | NK  | 11  | Ki  | 14  | Ki  | 4   | 8   | 6   | Ki  | 4        |
| 14       | Pedro Rodríguez    |     |     |     |     |     |     |     |     | 5   | 7   | 2        |
| 15       | Ronnie Bucknum     |     | Ki  | Ki  | Ki  |     |     |     | Ki  | 13  | 5   | 2        |
| 16       | Richard Attwood    |     | Ki  | 14  |     | 13  | 12  | Ki  | 6   | 10  | 6   | 2        |
| 17       | Jo Bonnier         | Ki  | 7   | Ki  | Ki  | 7   | Ki  | 7   | 7   | 8   | Ki  | 0        |
| 18       | Frank Gardner      | 12  | Ki  | Ki  |     | 8   | 11  | Ki  | Ki  |     |     | 0        |
| 19       | Masten Gregory     |     |     | Ki  |     | 12  |     | 8   | Ki  |     |     | 0        |
| 20       | Bob Anderson       | HN  | 9   | NI  | 9   | Ki  | Ki  | NI  |     |     |     | 0        |
| 21       | Innes Ireland      |     |     | 13  | Ki  | Ki  | 10  |     | 9   | Ki  |     | 0        |
| 22       | Paul Hawkins       | 9   | 10  |     |     |     |     | Ki  |     |     |     | 0        |
| 23       | Bob Bondurant      |     |     |     |     |     |     |     |     | 9   | Ki  | 0        |
| 24       | Peter de Klerk     | 10  |     |     |     |     |     |     |     |     |     | 0        |
| 25       | Tony Maggs         | 11  |     |     |     |     |     |     |     |     |     | 0        |
| 26       | Ian Raby           |     |     |     |     | 11  |     | NK  |     |     |     | 0        |
| 27       | Moises Solana      |     |     |     |     |     |     |     |     | 12  | Ki  | 0        |
| 28       | Lucien Bianchi     |     |     | 12  |     |     |     |     |     |     |     | 0        |
| 29       | Nino Vaccarella    |     |     |     |     |     |     |     | 12  |     |     | 0        |
| 30       | Sam Tingle         | 13  |     |     |     |     |     |     |     |     |     | 0        |
| 31       | Roberto Bussinello |     |     |     |     |     |     | NK  | 13  |     |     | 0        |
| 32       | David Prophet      | 14  |     |     |     |     |     |     |     |     |     | 0        |
| —        | Chris Amon         |     |     |     | Ki  | NI  |     | Ki  |     |     |     | 0        |
| —        | John Love          | Ki  |     |     |     |     |     |     |     |     |     | 0        |
| —        | Mike Hailwood      |     | Ki  |     |     |     |     |     |     |     |     | 0        |
| —        | John Rhodes        |     |     |     |     | Ki  |     |     |     |     |     | 0        |
| —        | Gerhard Mitter     |     |     |     |     |     |     | Ki  |     |     |     | 0        |
| —        | Giancarlo Baghetti |     |     |     |     |     |     |     | Ki  |     |     | 0        |
| —        | Geki               |     |     |     |     |     |     |     | Ki  |     |     | 0        |
| —        | Giorgio Bassi      |     |     |     |     |     |     |     | Ki  |     |     | 0        |
| —        | Trevor Blokdyk     | NK  |     |     |     |     |     |     |     |     |     | 0        |
| —        | Doug Serrurier     | NK  |     |     |     |     |     |     |     |     |     | 0        |
| —        | Neville Lederle    | NK  |     |     |     |     |     |     |     |     |     | 0        |
| —        | Brausch Niemann    | NK  |     |     |     |     |     |     |     |     |     | 0        |
| —        | Ernie Pieterse     | NK  |     |     |     |     |     |     |     |     |     | 0        |
| —        | Alan Rollinson     |     |     |     |     | NK  |     |     |     |     |     | 0        |
| —        | Brian Gubby        |     |     |     |     | NK  |     |     |     |     |     | 0        |
| —        | Jackie Pretorius   | NeK |     |     |     |     |     |     |     |     |     | 0        |
| —        | Clive Puzey        | NeK |     |     |     |     |     |     |     |     |     | 0        |
| —        | Dave Charlton      | NeK |     |     |     |     |     |     |     |     |     | 0        |
| Helyezés | Versenyző          | RSA | MON | BEL | FRA | GBR | NED | GER | ITA | USA | MEX | Pontszám |

### Konstruktőrök
| Helyezés | Konstruktőr    | Gumi | Győzelmek | Dobogó | Első rh. | Leggy. kör | Pont    |
| -------- | -------------- | ---- | --------- | ------ | -------- | ---------- | ------- |
| 1        | Lotus-Climax   | D    | 6         | 7      | 6        | 6          | 54 (58) |
| 2        | BRM            | D    | 3         | 11     | 4        | 3          | 45 (61) |
| 3        | Brabham-Climax | G    | 0         | 6      | 0        | 1          | 27 (31) |
| 4        | Ferrari        | D    | 0         | 4      | 0        | 0          | 26 (27) |
| 5        | Cooper-Climax  | D    | 0         | 1      | 0        | 0          | 14      |
| 6        | Honda          | G    | 1         | 1      | 0        | 0          | 11      |
| 7        | Brabham-BRM    | D    | 0         | 0      | 0        | 0          | 5       |
| 8        | Lotus-BRM      | D    | 0         | 0      | 0        | 0          | 2       |
| —        | LDS-Alfa Romeo | D    | 0         | 0      | 0        | 0          | 0       |
| —        | LDS-Climax     | D    | 0         | 0      | 0        | 0          | 0       |
| —        | Cooper-Ford    | D    | 0         | 0      | 0        | 0          | 0       |
| —        | Alfa Romeo     | D    | 0         | 0      | 0        | 0          | 0       |
| —        | Brabham-Ford   | D    | 0         | 0      | 0        | 0          | 0       |
| —        | Lotus-Ford     | D    | 0         | 0      | 0        | 0          | 0       |